# Mehmed Paša Sokolovićbrug
De Mehmed Paša Sokolovićbrug (Servo-Kroatisch: Most Mehmed-paše Sokolovića, Servisch: Мост Мехмед Паше Соколовића, Turks: Sokullu Mehmet Paşa Köprüsü) ligt in de Bosnische plaats Višegrad en overspant de rivier Drina. De brug is in 1577 gebouwd in opdracht van Sokollu Mehmet Paşa die de leiding van de bouw in handen gaf van de Ottomaanse architect Sinan.
De brug bestaat uit elf bogen die ieder 11 tot 15 meter overbruggen. Drie van deze bogen zijn tijdens de Eerste Wereldoorlog vernietigd, maar nadien weer hersteld. Gedurende de Tweede Wereldoorlog zijn vijf bogen beschadigd, die nadien ook hersteld zijn.
In de literatuur komt de brug terug in het boek De brug over de Drina van de Nobelprijswinnaar Ivo Andrić.

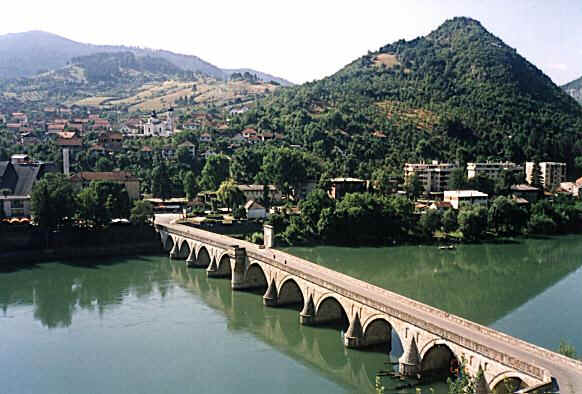
Mehmed Paša Sokolovićbrug

Oude brug van de historische stad Mostar ·
Mehmed Paša Sokolovićbrug in Višegrad ·
Kerkhoven met middeleeuwse stećci-grafstenen ·
Oude en voorhistorische beukenbossen van de Karpaten en andere regio's van Europa ·
Vjetrenica